# Conochares acutus
Conochares acutus là một loài bướm đêm trong họ Noctuidae.